# Juliet Marillier
Juliet Marillier is een fantasyschrijver uit Australië, die met name 'historische' fantasy-boeken schrijft.
Zij werd geboren in Dunedin, Nieuw-Zeeland, een stadje waar veel Schotse immigranten naartoe getrokken zijn. Zo groeide zij op met Keltische muziek en Keltische verhalen – dit verklaart haar belangstelling voor geschiedenis en folklore.
Zij studeerde af aan de universiteit van Otage in taal en muziek, met daarna een zeer gevarieerde carrière van lesgeven in muziekgeschiedenis, zang en koorleiding, alsmede verscheidene banen voor de overheid. In 2002 werd ze voltijds schrijver.
Marillier heeft vele prijzen gewonnen voor haar boeken, waaronder vijf Aurealis Awards, vier Sir Julius Vogel Awards, de American Library Association Alex Award en de Prix Imaginales.
Zij is actief in haar lokale schrijfgemeenschap, begeleidt aspirant-schrijvers, geeft workshops, en is lid van de Literaire raad van het Katharine Susannah Prichard Writers' Centre.
Juliet is lid van de druïde-orde OBOD (de "Orde van Barden, Ovaten en Druïden") en haar spirituele waarden zijn vaak terug te vinden in haar werk - de relatie van de menselijke aard met de natuurlijke wereld speelt een belangrijke rol, evenals de kracht van verhalen vertellen bij processen van onderwijs en genezing.

### De Trilogie van de Zeven Wateren(The Sevenwaters Series)
- Dochter van het Woud (Daughter of the Forest)
- Zoon van de Schaduwen (Son of the Shadows)
- Kind van de Profetie (Child of the Prophecy)
- Erfgenaam van Zeven Wateren (Heir to Sevenwaters)
- Ziener van Zeven Wateren (Seer of Sevenwaters)
- Vlam van Zeven Wateren (Flame of Sevenwaters)

### De Saga van de Eilanden van het Licht(Saga of the Light Isles)
- Drager van de Wolvenvacht (Wolfskin)
- Drager van het Vossemasker (Foxmask)

### De Kronieken van Bridei(The Bridei Chronicles)
- Des magiers leerling (The Dark Mirror)
- Het zwaard van Fortriu (Blade of Fortriu)
- De schaduwbron (The Well of Shades)

### Wildewoud(Wildwood Dancing)
- Wildewoud (Wildwood Dancing)
- Cybele's geheim  (Cybele’s Secret)

### Verboden Magie serie(Shadowfell Series)
- Verboden Magie (Shadowfell)
- Ravenvlucht (Raven Flight)
- De Ontbieder (The Caller)

### Meidoorn en Grim serie
- Dromerspoel (Dreamers Pool)
- Toren van Doornen (Tower Of Thorns)
- Den of Wolves

### Op zichzelf staande titels
- Hartenbloed (Heartsblood)
- Prickle Moon

- Biblioteca Nacional de España: XX1768695
- Bibliothèque nationale de France: cb161463279 (data)
- Gemeinsame Normdatei: 124304788
- International Standard Name Identifier: 0000 0000 8353 4577
- Library of Congress Control Number: n00024500
- Nationale bibliotheek van Australië: 36586031
- Nationale Bibliotheek van Israël: 987007415099905171
- Nederlandse Thesaurus van Auteursnamen: 189127880
- Trove: 641185
- Virtual International Authority File: 317140064
- WorldCat: E39PBJdcC6XgRYXm4YWMfcp9Dq